# Collegio di Dunfermline and Dollar
Dunfermline and Dollar è un collegio elettorale scozzese della Camera dei Comuni del Parlamento del Regno Unito. Elegge un membro del Parlamento con il sistema first-past-the-post, ossia maggioritario a turno unico; il rappresentante del collegio, dal 2024, è il laburista Graeme Downie.

## Estensione
Il collegio comprende i seguenti ward del Fife:
- Dunfermline Central, Dunfermline North, Dunfermline South, Rosyth e parte di West Fife and Coastal Villages precedentemente nel collegio di Dunfermline and West Fife
- parti di West Fife and Coastal Villages precedentemente nel collegio di Kirkcaldy and Cowdenbeath.

Nel Clackmannanshire comprende invece il ward di Clackmannanshire East precedentemente nel collegio di Ochil and South Perthshire.

## Membri del parlamento
| Elezione | Elezione | Deputato      | Partito   |
| -------- | -------- | ------------- | --------- |
|          | 2024     | Graeme Downie | Laburista |

## Risultati elettorali

### Elezioni negli anni 2020
| Partito                    | Partito                                  | Candidato                  | Risultati 4 luglio 2024 | Risultati 4 luglio 2024 |
| Partito                    | Partito                                  | Candidato                  | Voti                    | %                       |
| -------------------------- | ---------------------------------------- | -------------------------- | ----------------------- | ----------------------- |
|                            | Laburista                                | Graeme Downie              | 20 336                  | 45,66                   |
|                            | SNP                                      | Naz Anis Miah              | 12 095                  | 27,16                   |
|                            | Conservatore                             | Thomas Heald               | 3 297                   | 7,40                    |
|                            | Lib Dem                                  | Lauren Buchanan-Quigley    | 3 181                   | 7,14                    |
|                            | Reform UK                                | Udo van den Brock          | 2 887                   | 6,48                    |
|                            | Verdi                                    | Ryan Blackadder            | 2 078                   | 4,67                    |
|                            | Indipendente                             | Graham Hadley              | 324                     | 0,73                    |
|                            | Famiglie Scozzesi                        | Danny Smith                | 251                     | 0,56                    |
|                            | Indipendente                             | George Morton              | 88                      | 0,20                    |
|                            |                                          |                            |                         |                         |
| Iscritti                   | Iscritti                                 | Iscritti                   | 72 824                  | 100,00                  |
| ↳ Votanti (% su iscritti)  | ↳ Votanti (% su iscritti)                | ↳ Votanti (% su iscritti)  | 44 537                  | 61,16                   |
| ↳ Astenuti (% su iscritti) | ↳ Astenuti (% su iscritti)               | ↳ Astenuti (% su iscritti) | 28 287                  | 38,84                   |
|                            |                                          |                            |                         |                         |
|                            | Esito: collegio passa da SNP a Laburista |                            |                         |                         |